# Finola Hughes

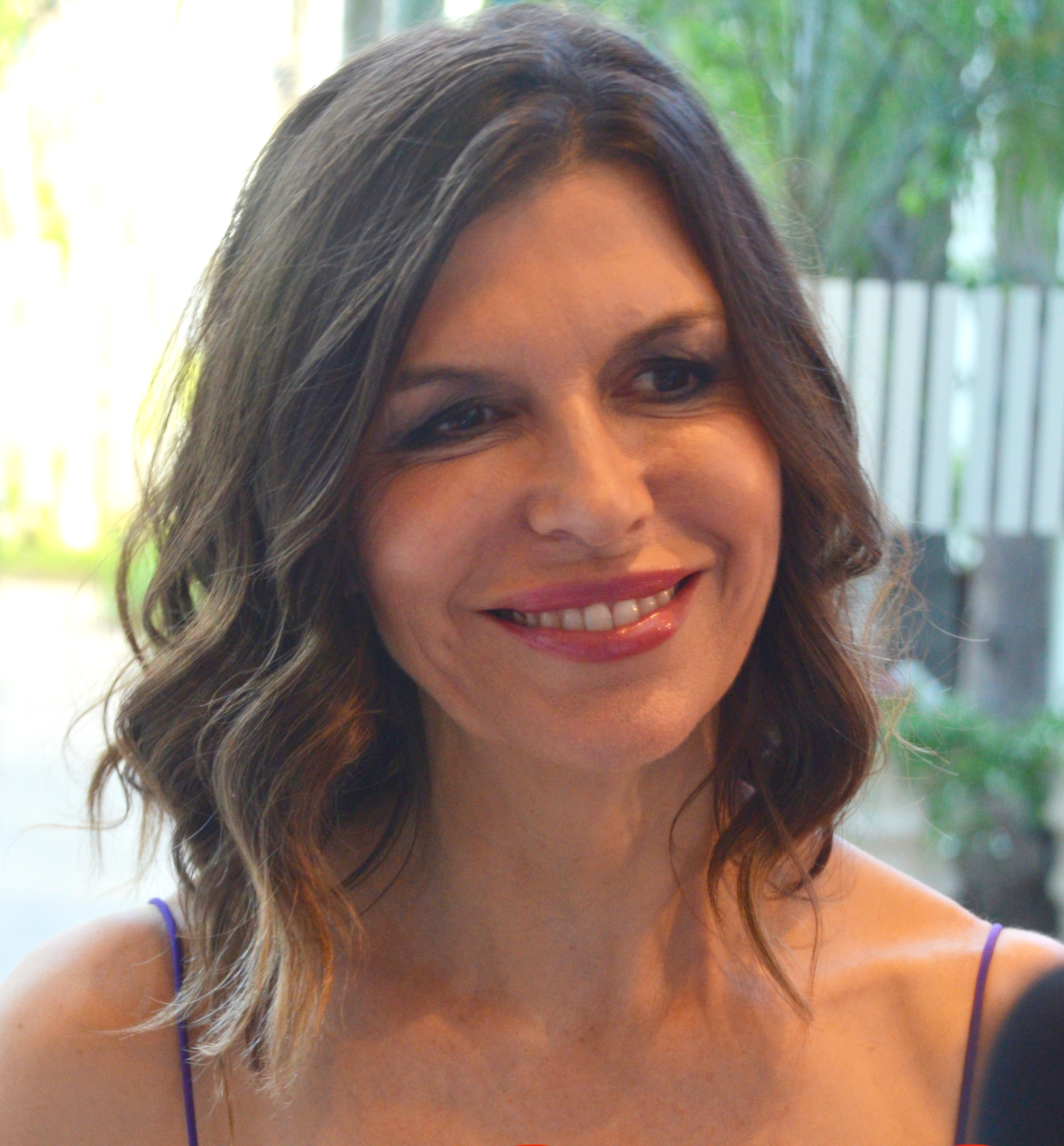
Finola Hughes (2013)

Finola Hughes (ur. 29 października 1959 w Londynie) – angielska aktorka telewizyjna, filmowa i teatralna, prezenterka telewizyjna, autorka, tancerka, reżyserka i producentka filmowa, występowała w roli Anny Devane w operze mydlanej ABC Szpital miejski (General Hospital).
Gdy miała 10 lat rozpoczęła naukę tańca i sztuk performatywnych w szkole teatralnej Arts Educational w Londynie. W 1981 roku zagrała postać kotki Białej Victorii w londyńskiej produkcji Andrew Lloyda Webbera Koty (Cats). W 1983 r. wystąpiła obok Johna Travolty w filmie muzycznym Pozostać żywym (Staying Alive), sequelu Gorączka sobotniej nocy.
4 lipca 1992 r. wyszła za mąż za Russella Younga. Mają synów Dylana Josepha Younga (ur. 9 listopada 2000) i Cash Justice (ur. 2005) i córkę Sadie Beatrice Young (ur. 2007).

## Filmografia

### Filmy fabularne
- 1980: Jabłko (The Apple) jako tancerka
- 1981: Zmierzch tytanów (Clash of the Titans) jako tancerka
- 1982: Dziadek do orzechów (Nutcracker) jako Nadia Gargarin
- 1983: Pozostać żywym (Staying Alive) jako Laura
- 1984: Pan na Ballantrae (The Master of Ballantrae) jako Alison Graeme
- 1990: Panna młoda w czerni (The Bride in Black) jako Cybil Cobb
- 1991: Babka z zakalcem (Soapdish) jako aktorka w All My Trials (Cameo)
- 1993: Szaleństwo w Aspen (Aspen Extreme) jako Bryce Kellogg
- 1994: Miłość – Nienawiść (Men Who Hate Women & The Women Who Loved Them) jako Gwen
- 1995: Poza podejrzeniem (Above Suspicion) jako Iris
- 1996: Generation X jako Emma Frost/Biała królowa
- 1996: Płacz dziecka (The Crying Child) jako Jo Parker
- 1997: Więzienne tajemnice (Prison of Secrets) jako Angie
- 1998: Wyspa Jekyll (Jekyll Island) jako Ronnie Fredericks
- 1998: Pocahontas 2: Podróż do Nowego Świata (Pocahontas II: Journey to a New World) jako królowa Anne (głos)
- 1999: Tycus – Kometa  śmierci (Tycus) jako Amy Lowe
- 2000: Tragiczny rejs (Intrepid) jako Katherine Jessel
- 2010: Siły specjalne (Disarmament) jako Lilian
- 2011: Do szaleństwa (Like Crazy) jako Liz
- 2011: Scooby Doo: Epoka Pantozaura (Scooby-Doo! Legend of the Phantosaur) jako prof. Svankmajer (głos)

### Seriale TV
- 1983: Szpital miejski (General Hospital) jako Anna Devane
- 1985: Szpital miejski (General Hospital) jako Anna Devane Scorpio Lavery Scorpio Hayward
- 1987: Prawnicy z Miasta Aniołów (L.A. Law) jako Lauren Sevilla
- 1991: Szpital miejski (General Hospital) jako Anna Devane Scorpio Lavery Scorpio Hayward
- 1994: Prawo Burke’a (Burke’s Law) jako Rhonda
- 1994: Życie jak sen (Dream On) jako Laura North
- 1996: Superman jako Lara (głos)
- 1997: Sunset Beach jako Helena Greer
- 1997: W słońcu Kalifornii (Pacific Palisades) jako Kate Russo
- 1997: Świat według Ludwiczka (Life with Louie) jako panna Robertson
- 1998: Statek miłości: Następna fala (The Love Boat: The Next Wave) jako Alison Townsend / Hart-Williams
- 1999: Tracey bierze na tapetę... (Tracey Takes On...) jako Josie
- 1999–2003: Wszystkie moje dzieci (All My Children) jako Alex Devane Marick/Anna Devane
- 1999–2006: Czarodziejki (Charmed) jako Patty Halliwell
- 2004: Hope i Faith (Hope & Faith) jako Finola Hughes
- 2006: Szpital miejski (General Hospital) jako Anna Devane Scorpio Lavery Scorpio
- 2007–2008: Szpital miejski (General Hospital) jako Anna Devane
- 2008: General Hospital: Night Shift jako Anna Devane
- 2010: CSI: Kryminalne zagadki Nowego Jorku (CSI: NY) jako pani Christensen
- 2010: Za wszelką cenę (Make It or Break It) jako Viola Pettinger
- 2010: Melissa i Joey (Melissa & Joey) jako Finola Hughes
- od 2012: Szpital miejski (General Hospital) jako Anna Devane